# Франкуліну Джу
Франкуліну Джу (порт. Franculino Gluda Djú, нар. 28 червня 2004, Бісау) — футболіст Гвінеї-Бісау, нападник данського клубу «Мідтьюлланд».
Виступав, зокрема, за клуб «Мідтьюлланд», а також національну збірну Гвінеї-Бісау.

## Клубна кар'єра
Народився 28 червня 2004 року в місті Бісау.
У дорослому футболі дебютував 2023 року виступами за команду «Мідтьюлланд», кольори якої захищає й донині.

## Виступи за збірну
У 2023 році дебютував в офіційних матчах у складі національної збірної Гвінеї-Бісау.
У складі збірної був учасником Кубка африканських націй 2023 року у Кот-д'Івуарі.
| Дата       | Місто    | Господарі    | Результат | Гості        | Турнір                                   | Голи | Примітки |
| ---------- | -------- | ------------ | --------- | ------------ | ---------------------------------------- | ---- | -------- |
| 11-9-2023  | Бісау    | Гвінея-Бісау | 2 – 1     | Сьєрра-Леоне | Відбір до Кубка африканських націй 2023  | 1    |          |
| 17-11-2023 | Марракеш | Буркіна-Фасо | 1 – 1     | Гвінея-Бісау | Відбір до ЧС 2026                        | -    | 83'      |
| 20-11-2023 | Каїр     | Джибуті      | 0 – 1     | Гвінея-Бісау | Відбір до ЧС 2026                        | -    | 46' 84'  |
| 13-1-2024  | Абіджан  | Кот-д'Івуар  | 2 – 0     | Гвінея-Бісау | Кубок африканських націй 2023 - 1-й етап | -    | 67'      |
| Усього     |          | Матчів       | 4         |              | Голів                                    | 1    |          |